# Saint-Jean-Brévelay
Saint-Jean-Brévelay (bretonisch: Sant-Yann-Brevele) ist eine französische Gemeinde mit 2860 Einwohnern (Stand 1. Januar 2022) im Département Morbihan in der Region Bretagne.

## Geographie
Saint-Jean-Brévelay liegt im südlichen Teil der Bretagne im Zentrum des Départements Morbihan und gehört zum Pays de Pontivy.
Nachbargemeinden sind Bignan im Nordwesten und Norden, Guéhenno im Norden und Nordosten, Billio im Nordosten, Plumelec im Osten, Plaudren im Südosten und Süden, Locqueltas im Süden sowie Colpo im Westen.
Der Ort ist Schnittpunkt zahlreicher Straßen. Durch Saint-Jean-Brévelay verlaufen die D1 als Verbindung von Guémené-sur-Scorff über Locminé nach Péaule an der Südgrenze der Bretagne sowie die D11 und D778 als weitere bedeutende regionale Verbindungen. Wichtig für den überregionalen Verkehr ist die N 24 von Lorient nach Rennes. Diese verläuft neun Kilometer nördlich der Gemeinde. Der nächstgelegene Anschluss ist bei Saint-Allouestre.
Wichtigste Gewässer sind der Fluss Claie sowie die Bäche Lay und Sclunj. Zudem gibt es auf dem Gemeindegebiet zahlreiche Weiher und Teiche. Im Südteil liegen zwei große Waldgebiete, der Anteil am Bois de Gohlut und der Bois de Goh-Menhir.

## Bevölkerungsentwicklung
| Jahr      | 1962 | 1968 | 1975 | 1982 | 1990 | 1999 | 2006 | 2019 |
| Einwohner | 1784 | 1873 | 2132 | 2287 | 2354 | 2368 | 2505 | 2836 |

## Geschichte
Der Ort wird 1426 erstmals unter dem Namen Sainct Jehan erwähnt. In der Zeit der Französischen Revolution war es ein Zentrum der Chouannerie. Die Gemeinde gehört historisch zur bretonischen Region Bro-Gwened (frz. Vannetais) und innerhalb dieser Region zum Gebiet Bro Gwened (frz. Pays de Vannes) und teilt dessen Geschichte. Seit 1793 ist die Gemeinde Hauptort eines eigenen Kantons. 1864 gab Saint-Jean-Brévelay einen Teil seines Gemeindeareals an die damals neugegründete Gemeinde Colpo ab.

## Sehenswürdigkeiten
- Menhir an der Kirche aus dem 15.–17., teilweise dem 19. Jahrhundert
- Dolmen von Roh-Koh-Koed im Wald Bois de Goh-Menhir
- Menhir von Goeh-Menhir, von Kerarmel, Keruzan und Lann Douar
- Menhir von Moustoir südlich des Ortes; neben der Kapelle Saint-Marc aus dem 17. Jahrhundert (restauriert 1885) im Weiler Moustoir
- Kapelle Saint Nicolas aus dem Jahr 1490, restauriert zwischen 1921 und 1925
- Kapelle Saint-Thuriau aus dem 16. Jahrhundert im gleichnamigen Ort
- Kapelle Saint Roch aus dem 16. und 17. Jahrhundert
- Drei Kreuze von Le Poldou
- Kreuz der Heiligen Beschützer der Gemeinde aus dem Jahr 1929
- Kreuz von La Grée aus dem Jahr 1748
- Stele in Le Moustoir
- alte Mühlen in Kerangal, Le Pouldu, Keranfray, Le Laz, La Forêt, Quillay und Sonnan
- Überreste der alten Römerstraße von Vannes nach Courseul

Quelle:

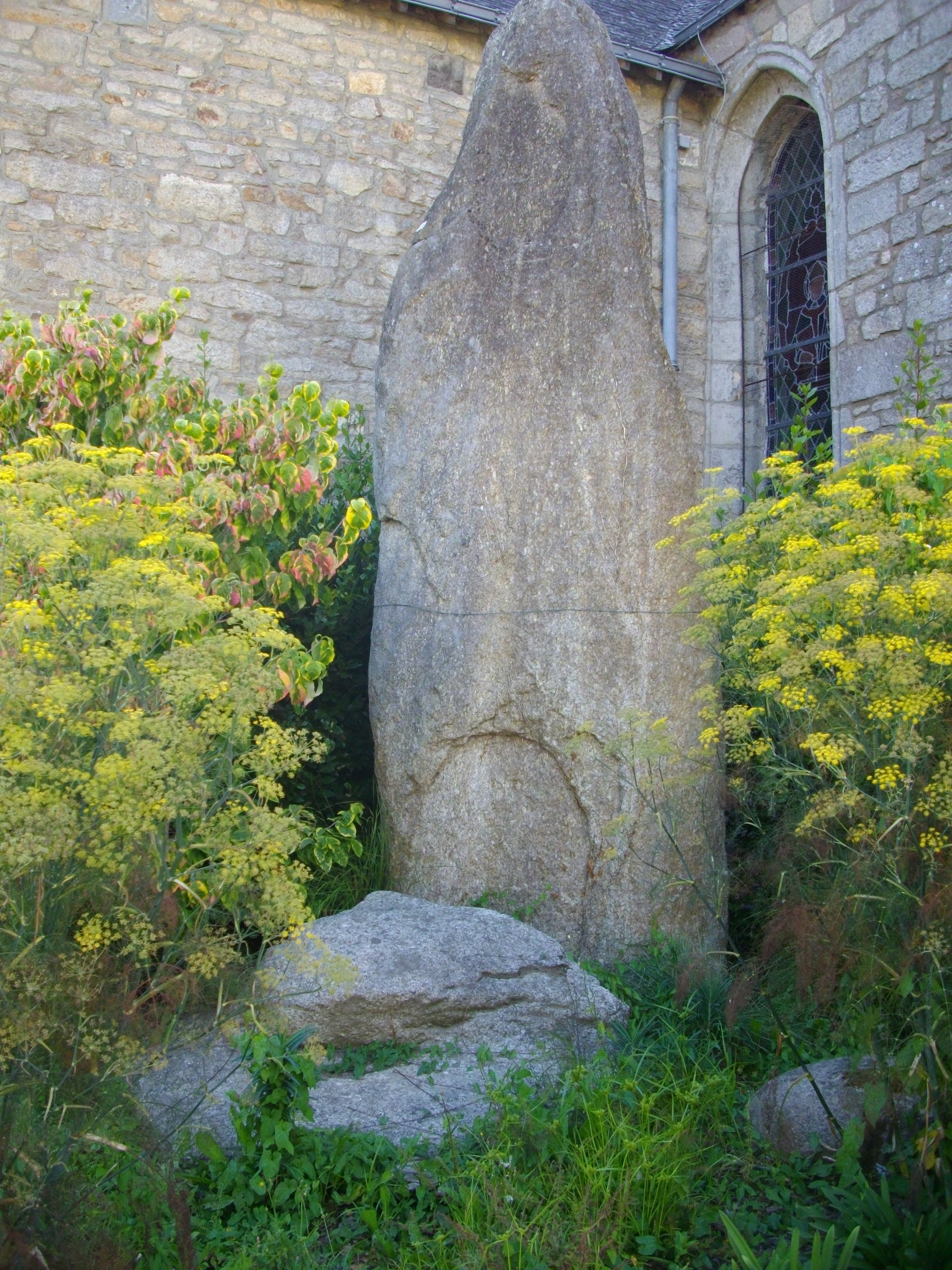
Kirche Saint-Jean-de-Beverley mit Menhir
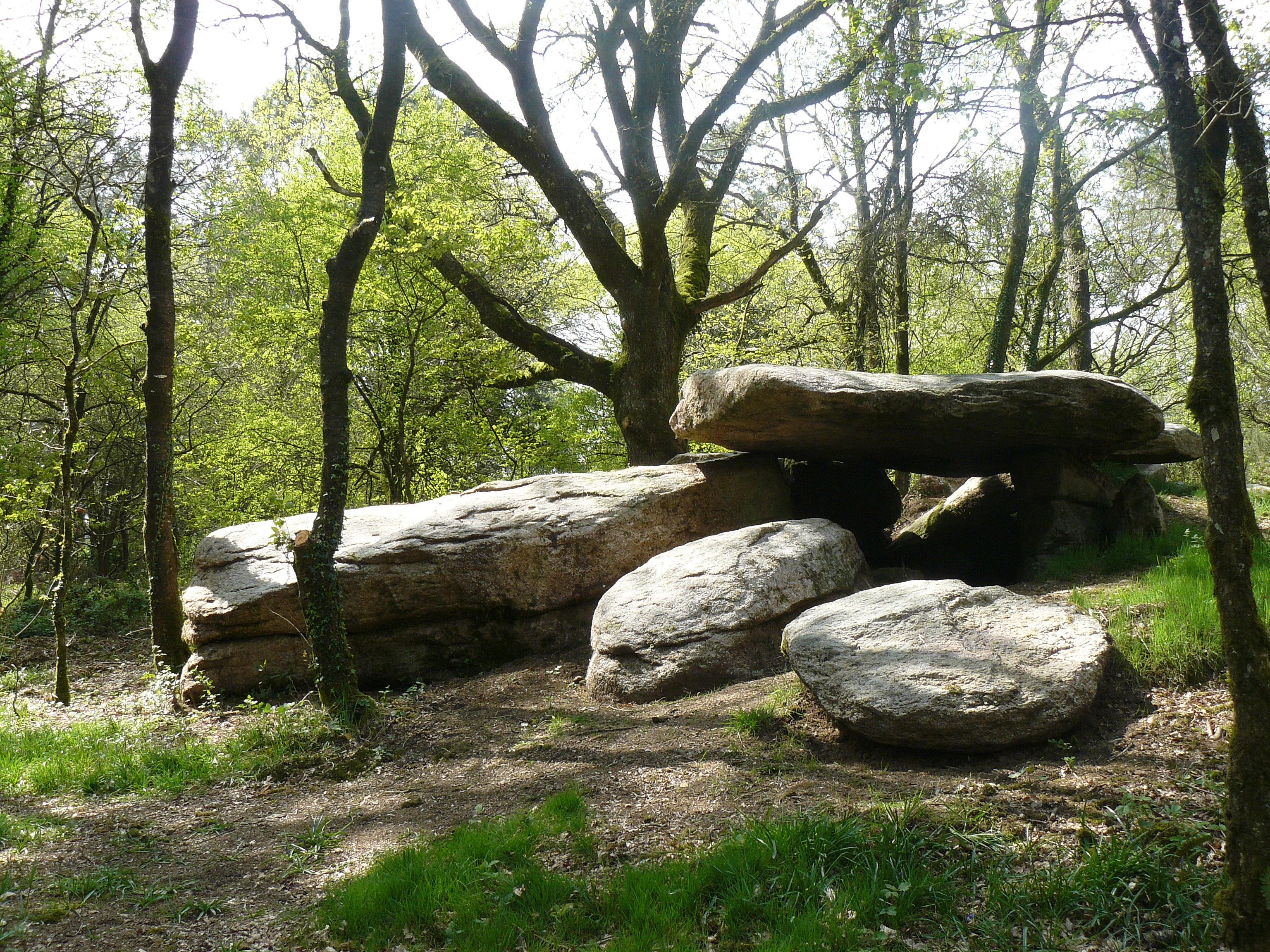
Dolmen von Coh Coet
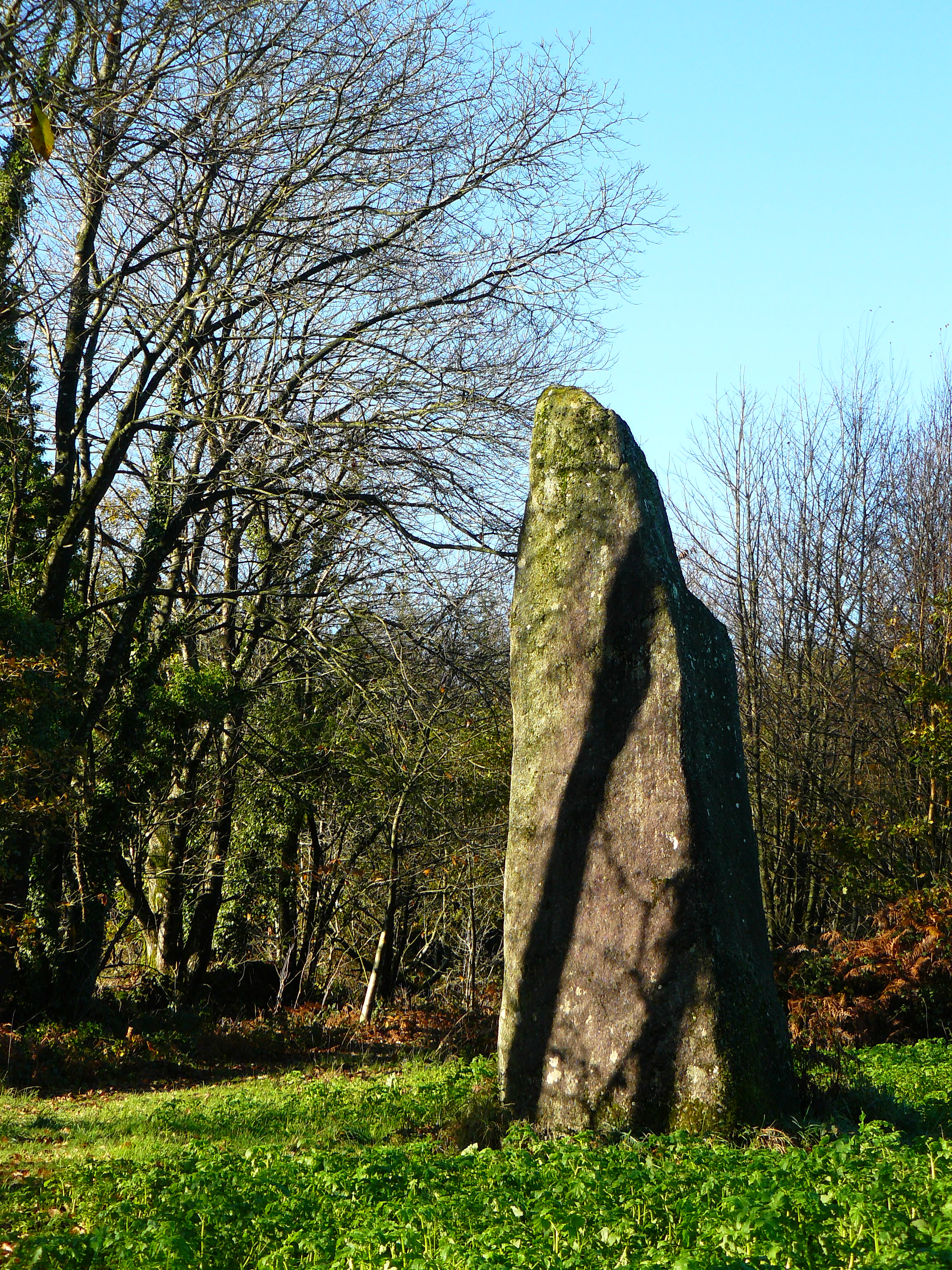
Menhir von Goh-Menhir
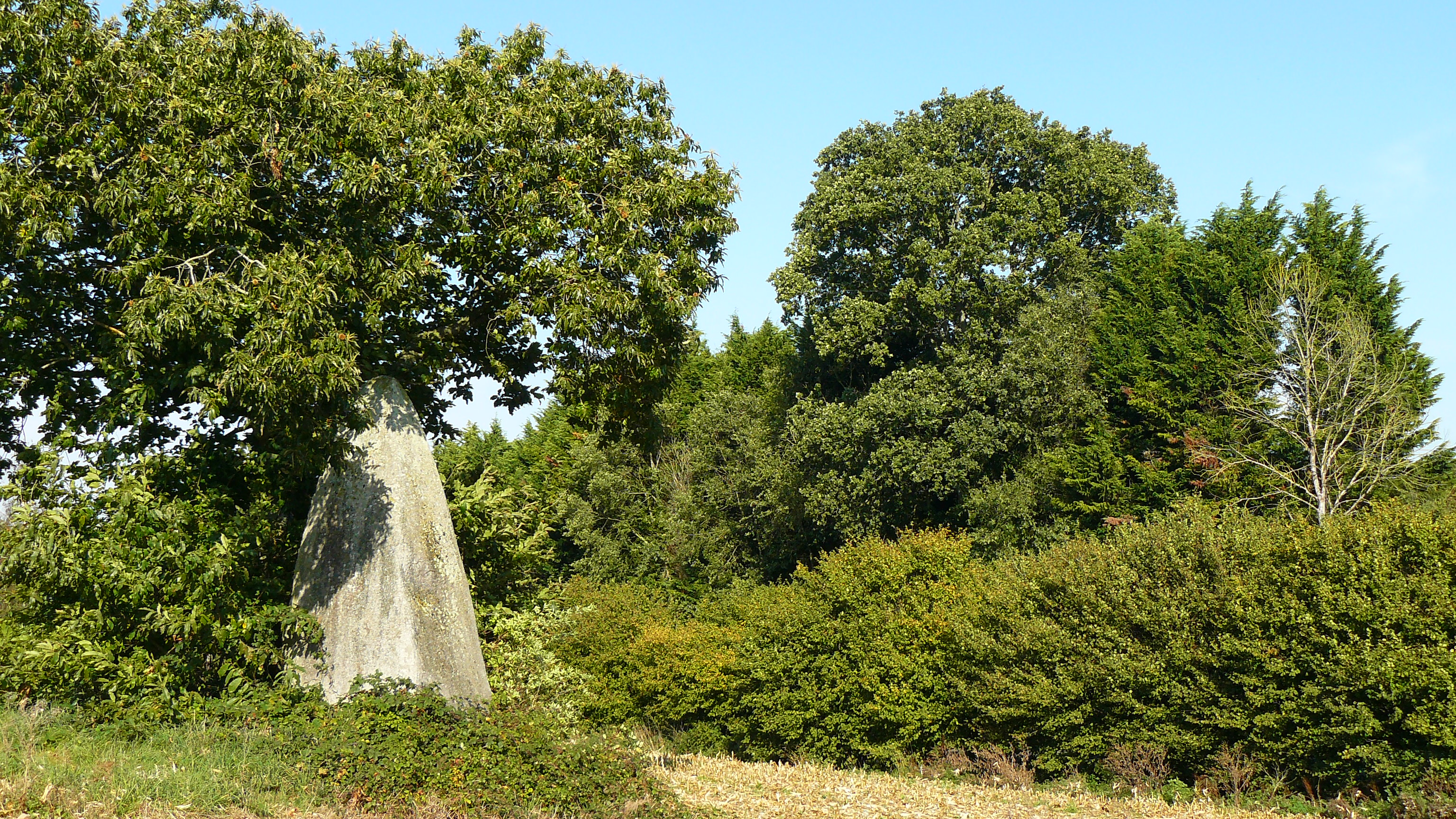
Menhir von Kerarmel
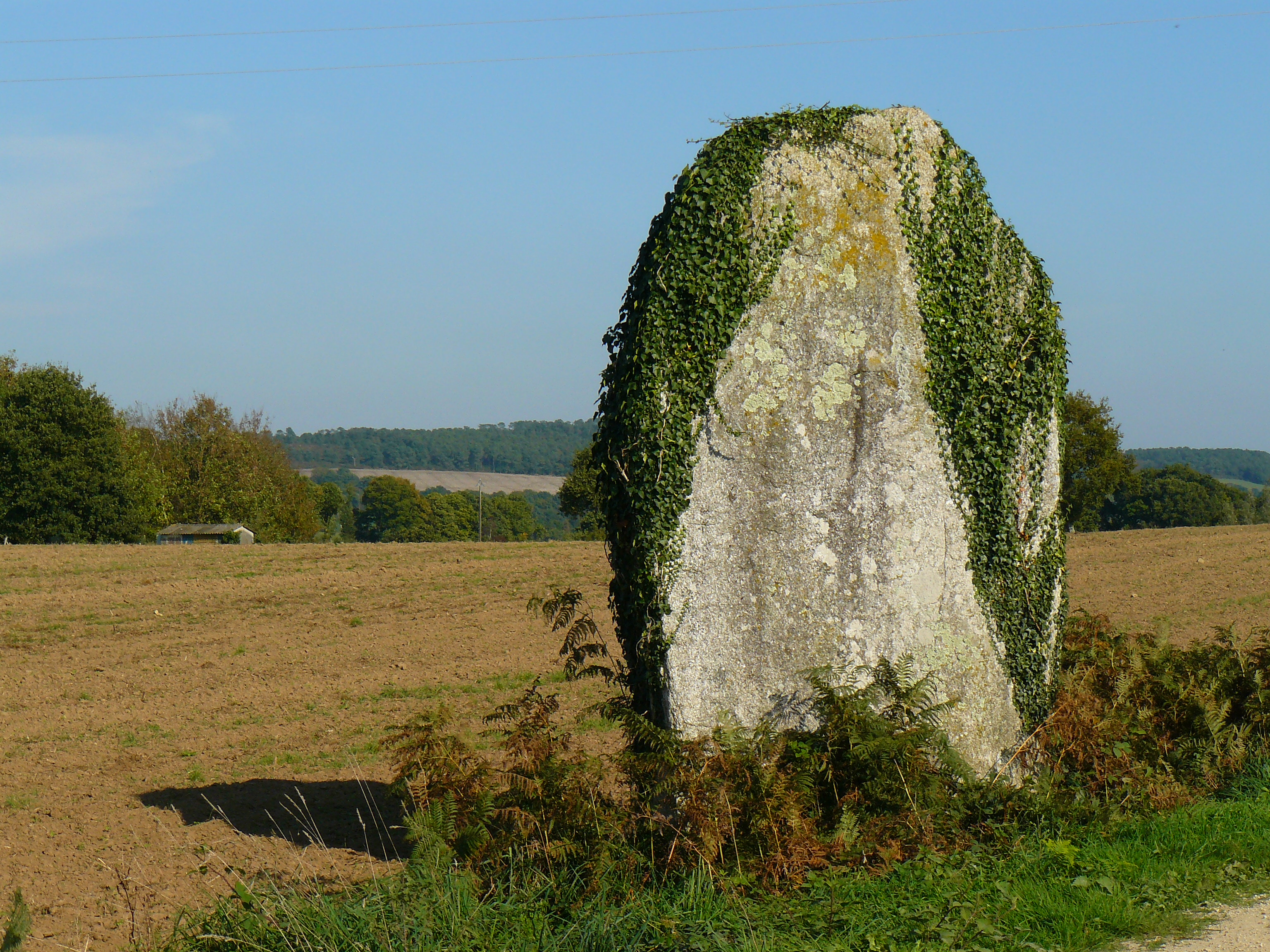
Menhir von Lann Douar
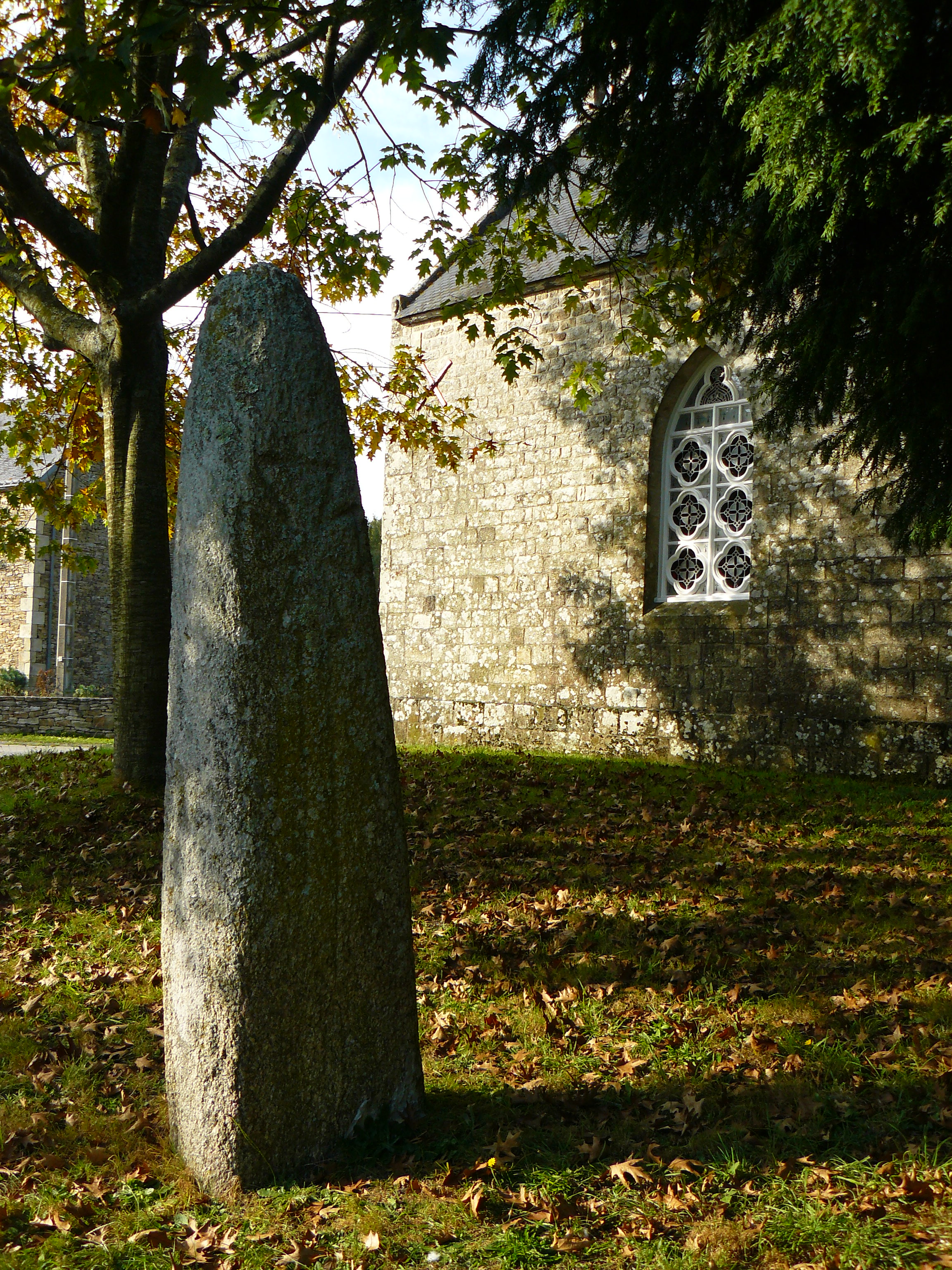
Stele von Le Moustoir

## Persönlichkeiten
- Emmanuel de Rohan (1725–1797), Seigneur du Pouldu, Großmeister des Malteserordens
- Jules Simon (1814–1896), Politiker und Philosoph
- Georges Cadoudal (1771–1804), General

## Gemeindepartnerschaft
- Botley (Hampshire, England)